# Bergenia stracheyi
Bergenia stracheyi, és una espècie de planta del gènere Bergenia que es troben a l'Himàlaia occidental, a una altitud de 2700-4700 metres a l'Afganistan i Tadjikistan.

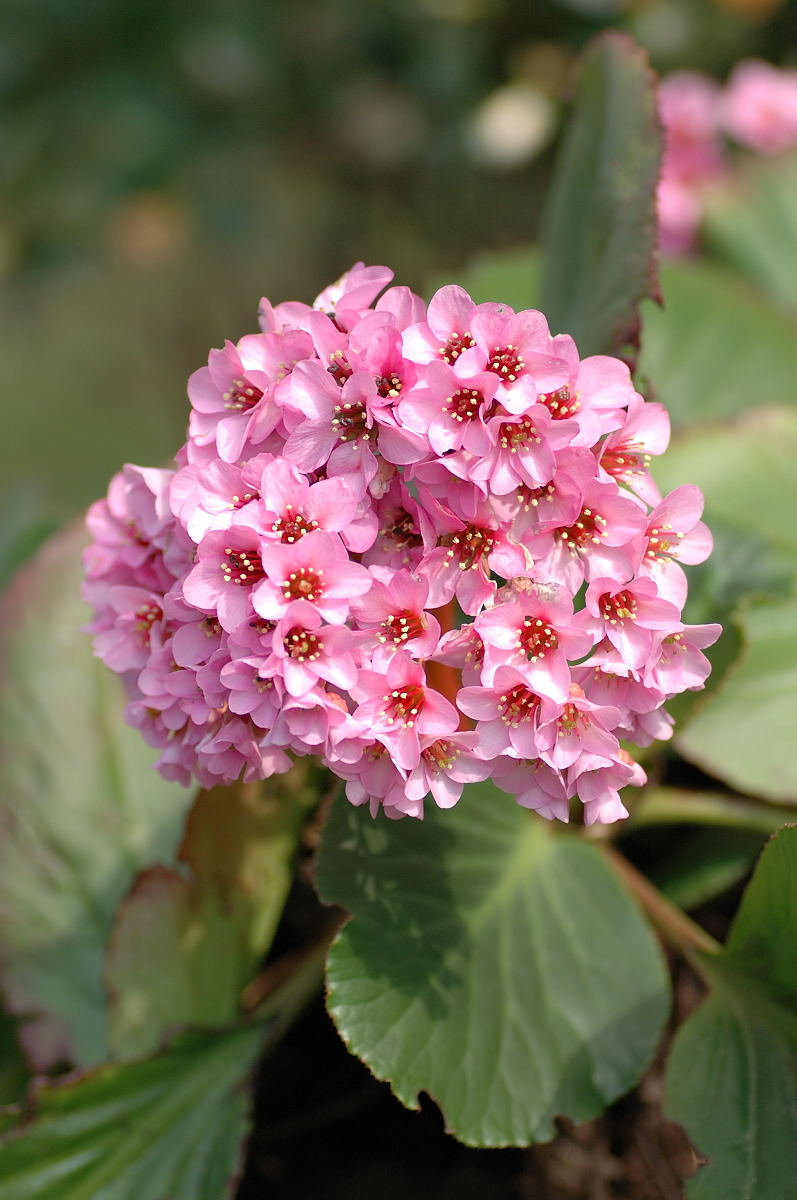
Inflorescència

## Propietats
Bergenin i norbergenin són compostos químics que es poden aïllar a partir de rizomes de B. stracheyi.

## Cultivars
- Bergenia stracheyi 'Alba'
- Bergenia stracheyi 'Afghanica'

## Taxonomia
Bergenia stracheyi va ser descrita per (Hook.f. i Thomson) Engl. i publicat a Botanische Zeitung (Berlin) 26: 840–842. 1868.
Sinonímia
- Bergenia gorbunovii B.Fedtsch.
- Bergenia milesii Stein
- Bergenia stracheyi auct.
- Saxifraga milesii Baker
- Saxifraga stracheyi Hook. f. & Thomson[4]